# 스펠렁키 2
《스펠렁키 2》(Spelunky 2)는 블리트워크스와 모스마우스가 개발한 플랫폼 게임이다. 2008년에 발매된 《스펠렁키》의 후속작으로 원기획자 데렉 유가 마찬가지로 제작을 맡았다. 2020년 9월 15일 플레이스테이션 4로 처음 출시된 후, 9월 29일 마이크로소프트 윈도우로 발매됐다.
전작과 마찬가지로 절차적 생성으로 생성해 임의로 적과 함정이 배치된 스테이지들을 돌파하는 것이 목적이다.

## 게임플레이
전작과 마찬가지로 《스펠렁키 2》는 2D 플랫폼 게임이다. 전작에서 활약한 주인공 딸인 아나를 조작하며, 달에서 실종한 부모를 찾는 것이 최종목표이다.

## 개발
2017년 10월 파리 게임스 위크에서 소니 인터랙티브 엔터테인먼트가 처음 게임을 공개했다.